# Silver Age
De Silver Age of Comic Books, doorgaans kortweg de Silver Age genoemd, bestrijkt een periode van ongeveer 1956 tot begin jaren 70 van de 20e eeuw. Hierin kwam de uitgave van Amerikaanse comicbooks over superhelden tot grote bloei. In deze tijd ontstond in uitgeverij Marvel Comics een van de grootste producenten in dit genre en ondergingen de personages van DC Comics (die samen uitgroeiden tot 'de grote twee') een post-Tweede Wereldoorlog opwaardering.

## Context
De Silver Age volgde op de Golden Age - waarin de moderne uitgave van de comicreeksen ontstond en de eerste versies van personages als Batman, Superman en Wonder Woman voor het eerst het levenslicht zagen - en de Atomic Age, waarin comics een slechte naam kregen en de populariteit daalde.

Waar de Silver Age exact eindigt is een vaag gebied waar geen algehele consensus over bestaat. Als mogelijk einde is 1969 genoemd, toen de laatste comicbooks van $0.12 uitkwamen. Als andere mogelijkheid is daarentegen The Amazing Spider-Man #121 geopperd (vier jaar later, in 1973), waarin Gwen Stacy wordt vermoord en een hardere sfeer zich inzet.

## Belangrijkste uitgaves
Een aantal specifieke uitgaves gedurende de Silver Age worden als mijlpalen in hun genre beschouwd en leveren daardoor doorgaans de hoogste prijzen op tijdens veilingen en bij verkopen van Silver Age-comics. Enkele van de belangrijkste hiervan zijn:
Marvel:
- Amazing Fantasy #15, de eerste verschijning van Spider-Man
- The Avengers #1
- The Avengers #4, de eerste verschijning van de moderne Captain America, nadat die in een eerdere incarnatie de nazi's bevocht in Captain America Comics (toen Marvel nog Timely Comics was)
- Daredevil #1, toen nog - kort - in een geel pak
- Fantastic Four #1
- The Incredible Hulk #1
- Journey into Mystery #83, de eerste verschijning van de moderne Thor
- Tales of Suspense #39, de eerste verschijning van Iron Man
- Uncanny X-Men #1

DC:
- Showcase #4, de eerste verschijning van Barry Allen als de nieuwe Flash
- Showcase #22, de eerste verschijning van Hal Jordan als de nieuwe Green Lantern
- The Brave and the Bold #28, de eerste verschijning van de nieuwe Justice League of America